# دهستان لادیز
دهستان لادیز، یکی از دهستان‌های بخش لادیز شهرستان میرجاوه در استان سیستان و بلوچستان ایران است. مرکز این دهستان، شهر لادیز است.

## جمعیت
بر پایه سرشماری عمومی نفوس و مسکن در سال ۱۳۹۵، جمعیت دهستان لادیز برابر با ۷٬۸۲۷ نفر بوده است.